# Marian Avram
Marian Avram (n. 14 august 1967

) este un deputat român, ales în 2012 din partea Partidului Social Democrat. 
În timpului mandatului a trecut la grupul parlamentar al Partidului Național Liberal.